# Ushishir
As Ilhas Ushishir (em russo:  Ушишир, em japonês:  宇志知島, Ushishiru) são uma antiga caldeira vulcânica parcialmente emersa no arquipélago das Ilhas Curilhas. O conjunto tem uma área de aproximadamente 5 km². Pertence ao grupo das Curilhas Centrais. O seu nome na língua ainu significa "fonte termal".
A maior das ilhas é Ryponkicha, na vertente norte do vulcão. A outra é Yankicha, a mais alta. Ambas as ilhas estão ligadas por um estreito istmo. A altitude máxima é de 401 m, na ilha Yankicha.
A norte fica Rasshua e a sudoeste Ketoy, separada pelo estreito de Rikord. 
Administrativamente Ushishir pertence ao óblast de Sacalina.